# Die Falschmünzer

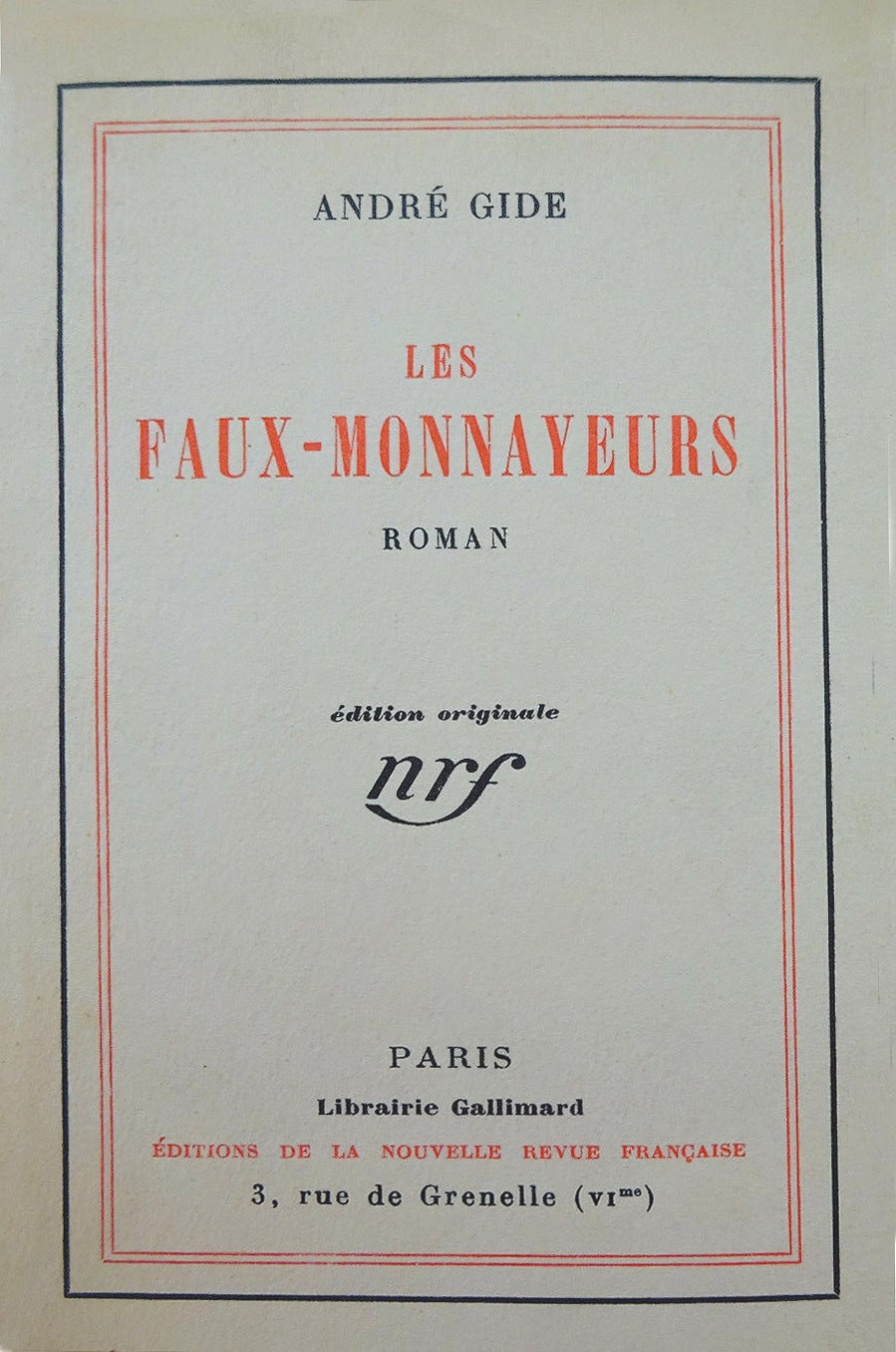
Originalausgabe (1925)

Die Falschmünzer (frz. Les Faux-Monnayeurs) ist ein Roman von André Gide und erschien 1925.

## Inhalt

### Haupthandlungsstrang
Protagonisten des einige Sommer- und Herbstmonate umfassenden Haupthandlungsstrangs sind zwei halbwüchsige Jungen und ein Mann von 38 Jahren. Bernard Profitendieu, ein 17 oder 18 Jahre alter Pariser Gymnasiast, entdeckt kurz vor dem Abitur, dass er das Produkt einer Beziehung zwischen seiner Mutter und einem flüchtigen Liebhaber ist. Hierdurch fühlt er sich bestätigt in seiner ihm bisher unerklärlichen Distanz gegenüber seinem vermeintlichen Vater und den beiden vermeintlichen Brüdern. Er beschließt, von zu Hause auszureißen; da er aber nicht weiß, wo er die erste Nacht verbringen soll, schlüpft er bei seinem Klassenkameraden und Freund Olivier Molinier unter, einem ängstlichen Jungen, dem es an Zuwendung fehlt. Diese sucht er bei seinen engsten Freunden sowie bei seinem Onkel Edouard, mit dem ihn eine gegenseitige Liebe verbindet, der aber keiner von beiden so recht Ausdruck zu verleihen vermag.
Bernard jedoch wird infolge eines zufälligen Zusammentreffens von dem als Schriftsteller tätigen Edouard als Sekretär angestellt und reist mit ihm in die Berge von Saas-Fee. Aus Enttäuschung und Eifersucht lässt sich Olivier daraufhin mit dem Grafen Passavant ein, einem reichen, snobistischen und homosexuellen Modeschriftsteller, der zu Zynismus und Manipulation neigt und die Gefühlslage des Jungen für sich auszunutzen weiß. Infolge des schädlichen Einflusses des Grafen wird Olivier zunehmend bösartig, brutal und abscheulich, selbst gegenüber seinen besten Freunden. Schließlich wird er sich dessen bewusst und verfällt in tiefe Depression, freilich ohne zu wissen, wie er die Entwicklung wieder umkehren könnte.
Auf einem mondänen Abend betrinkt er sich und macht sich vor aller Welt lächerlich, ehe er in deliriöse Betäubung fällt. Aufgegriffen wird er schließlich von Onkel Edouard, in dessen Armen er auch die Nacht verbringt. Am anderen Morgen versucht Olivier sich umzubringen, nicht etwa aus Verzweiflung, sondern weil er glaubt, ein solches Glück wie in der vergangenen Nacht in seinem Leben niemals wieder genießen zu können. Schließlich wird er von seinem Onkel gerettet, dank der Wachsamkeit seiner Mutter, die zwar die Beziehungen zwischen ihrem Bruder und ihrem Sohn ahnt, sie aber auch nicht zerstören will.

### Nebenschauplätze des Romans und deren Handlungsstränge
Um diesen Haupthandlungsstrang herum gruppieren sich mehrere kleinere Geschichten: Zu nennen ist Oliviers großer Bruder Vincent, der zunächst eine Liebschaft mit seiner entfernten Cousine Laura beginnt, diese schwängert, sich dann aber aus der Verantwortung stiehlt und sich Lady Lilian Griffith zuwendet, der zynischen Freundin des Grafen Passavant. Sein jüngerer Bruder Georges wird indes infolge Manipulation durch den Grafen Passavant straffällig. Oliviers von Enttäuschung und Depression gezeichneter Freund Armand wendet sich in seinen Anschauungen und Ideen einem extremen Nihilismus zu und kommt am Ende mental in der Nähe des zynischen Grafen Passavant an. Vielfach in Affären verstrickt sind auch die Väter der beiden Gymnasiasten, der Ermittlungsrichter Profitendieu sowie M. Molinier.
Der alte Organist La Pérouse sehnt sich danach, seinen verschollenen Enkel Boris wiederzutreffen, zeigt sich aber enttäuscht, als es endlich so weit ist. Edouard und Bernard hatten das zerbrechliche Kind in einem Sanatorium in den Bergen aufgefunden und es nach Paris zurückgebracht, nicht zuletzt, um Boris dem unheilvollen Einfluss seiner kränklichen Freundin Bronja zu entziehen, aber auch, um ihn von seiner Gewohnheit der gemeinsamen Masturbation mit Freunden abzubringen. Allein, verzweifelt und von allen verlassen, auch von Edouard, der sich eigentlich geschworen hatte, sich um Boris zu kümmern, von Georges und seinen Kameraden misshandelt, wird Boris im letzten Kapitel Opfer eines Komplotts: Im Rahmen einer Mutprobe erschießt er sich mit der vermeintlich nicht geladenen Pistole seines Großvaters.
Im Übrigen nimmt der Roman letztlich auf sich selbst Bezug, schreibt doch Onkel Edouard als Schriftsteller an einem Werk, das ebenfalls den Titel „Die Falschmünzer“ trägt.

## Interpretation

### Erzähltechnik
Der sorgfältig konstruierte Roman bricht insofern mit der klassischen Erzähltradition, als er nicht einem chronologischen Handlungsstrang folgt, sondern eine Vielzahl von Geschichten kunstvoll ineinander verschränkt, mehrfach die Erzählperspektive wechselt und immer neue Bezüge zwischen den zahllosen handelnden Personen aufzeigt. Neben den epischen Erzähler traditioneller Prägung treten Auszüge aus Edouards Tagebuch, Briefe zwischen den Beteiligten und sogar ein Kapitel, in dem der Autor seine Personen „kritisiert“ (2. Teil, Kapitel VII). Abgerundet wird das Ganze durch eingestreute Zitate etwa von La Rochefoucauld, Flaubert, Pascal oder Fénelon.
Anhand der Figur des Schriftstellers Edouard zeigt Gide die Grenzen der Erzählbarkeit eines Romans auf, die Schwierigkeiten beim Abbilden der realen Welt in den Formen eines fiktionalen Werks. Die Falschmünzer wird daher auch als einer der wegweisenden Romane des 20. Jahrhunderts betrachtet, als Vorläufer zukünftiger literarischer Bewegungen wie etwa des Nouveau Roman.

### Falschmünzerei
Zentrales Motiv des Romans ist die Problematik der Unterscheidung von Echtem und Falschem, von Aufrichtigkeit und – ethischer oder intellektueller – „Falschmünzerei“. Romantitel und Motivführung spielen dabei auf den berühmten Falschmünzer-Vergleich an, den der Kirchenlehrer Thomas von Aquin anführte, um die Angemessenheit der Todesstrafe für die Schuld der Häretiker zu begründen.
Nahezu alle Personen des Romans sind, in unterschiedlichem Maße, davon betroffen: Am offensichtlichsten tritt die Falschmünzerei etwa beim zynischen und egozentrischen Grafen Passavant zutage, bei Profitendieu, der sich fälschlich als Bernards Vater ausgegeben hatte, beim flatterhaften Vincent oder beim alten Herbergsvater Azais, dessen „christliche“ Pension ihr Attribut eher der Beachtung bestimmter äußerer Formen und Konventionen verdankt als einem Leben im Einklang mit dem Evangelium. Aber auch Bernard und Olivier, der kleine Georges, Großvater La Pérouse, Laura und selbst Edouard werden hin und wieder zu Falschmünzern der Moral, der Gerechtigkeit oder der Gefühle. Teils geschieht dies bewusst, teils unbewusst; die Motive sind vielfältig, reichen von Eigenliebe, Angst und Verwirrung bis zur Lüge aus Höflichkeit. Und so gesteht Bernard schließlich auch Laura, fast alle Menschen, die er kennengelernt habe, „klingen falsch“.
Auf einer realen Ebene wird das Motiv in den Pensionatszöglingen um Oliviers Bruder Georges reflektiert, die tatsächlich Falschgeld in Umlauf bringen.

### Theodizee
Im düsteren letzten Kapitel mit dem sinnlosen Tod des Knaben Boris stellt sich schließlich in voller Schärfe eine weitere moralische Frage: Die nach der Theodizee, dem Ursprung und Sinn des Bösen. In einem längeren Monolog reflektiert der alte Pérouse angesichts seines toten Enkels, ob „auf dieser Erde Gott immer schweigt“, ob der Mensch „für Gottes Stimme (…) kein Organ“ habe, ob des Teufels „Dissonanzen“ Gottes Wort übertönen oder ob am Ende gar Gott und Teufel „im Einverständnis“ handeln, wenn nicht „ein und dasselbe“ sind.

### Autobiographisches
Ausweislich eines Tagebucheintrags von Gides Freund Claude Mauriac aus dem Jahr 1939 enthält der Roman zahlreiche autobiographische Bezüge: „Alles, was Gide mir anvertraute, finde ich, kaum abgewandelt, hier wieder. Es sind sehr oft sogar dieselben Ausdrücke, wie ich sie aus seinem Munde hörte.“
In der Tat hat sich dem Autor Gide, einem Wegbereiter der literarischen Moderne, die Frage der Erzählbarkeit eines Romans, das Verhältnis der Wirklichkeit zu ihrer Abbildung, in ähnlicher Weise gestellt wie seinem Protagonisten Edouard.
Hinter den anderen Figuren werden Personen aus Gides Umfeld vermutet, hinter Olivier etwa Marc Allégret, hinter dem Grafen Passavant Jean Cocteau und für Laura soll schließlich Gides Cousine Madeleine Pate gestanden haben; mit letzterer hat den Autor eine ähnliche „verbotene Liebe“ verbunden wie die zwischen Laura und Vincent (vgl. Die enge Pforte). Gleichwohl tragen diese Figuren – wie auch viele andere im Roman – einzelne Persönlichkeitszüge Gides.
Mit zahlreichen Personen teilt ihr Autor schließlich die homosexuelle Veranlagung – ein zentrales Motiv nicht nur in den Falschmünzern, sondern etwa auch im Immoralisten und anderen Werken des Autors sowie seinen theoretischen Schriften.

## Entstehungsgeschichte
Die Entstehungsgeschichte des Romans hat Gide im 1926 veröffentlichen Journal des Faux-Monnayeurs dokumentiert, das auch als Ergänzung oder Weiterführung des Romans auf einer höheren Ebene verstanden werden kann.

## Wirkungsgeschichte
Die Falschmünzer wurde erstmals 1925 in der Nouvelle Revue Française veröffentlicht. Die Resonanz war zunächst eher kühl, was unter anderem auch mit der freizügigen Darstellung von Homosexualität zusammenhängen dürfte. 
 Hans Blumenberg stellt seinem Buch Die Legitimität der Neuzeit (1966) ein Zitat aus Die Falschmünzer voran. Ins Deutsche wurde der Roman erstmals 1928 übersetzt.

## Erstübersetzung von Ferdinand Hardekopf
Die erste Übertragung des Romans ins Deutsche von Ferdinand Hardekopf erschien 1928 in der Deutschen Verlags-Anstalt in Stuttgart. Die Übersetzung des in Frankreich lebenden deutschen Schriftstellers und Journalisten wurde in den Feuilletons als vorbildlich gefeiert. So schrieb z. B. der Literaturkritiker Friedrich Sieburg am 21. Dezember 1927 in der Frankfurter Zeitung: [Hardekopf] hat die klare und nüchterne Sprache des Buches auf die deutsche Sprachebene transponiert, ohne auch nur eine ihrer geraden Linien zu verrücken. Zwischen dem Zwang, vollendetes Deutsch zu schreiben, und dem Zwang, das 'Französische' des Buches zu bewahren, hat der Übersetzer einen Annäherungswert erreicht, wie er selten jemandem gelungen ist. Zwischen Autor und Übersetzer entwickelte sich in der Folgezeit eine über das reine Arbeitsverhältnis hinausgehende persönliche Beziehung, die auch während der deutschen Besetzung Frankreichs anhielt, als Gide sich erfolgreich für den zeitweise internierten Nazi-Gegner Hardekopf einsetzte.

## Besonderheiten
In einer Party-Szene lässt Gide den Schriftsteller Alfred Jarry auftreten. Es wird Jarrys realer Name angeführt, und es wird auch sein 1897 uraufgeführtes Stück König Ubu erwähnt. Andererseits bezieht sich eine Textstelle auf Marcel Duchamps „Mona Lisa mit Schnurrbart“ von 1920. Die Handlung des Romans kann daher nicht eindeutig auf ein bestimmtes Jahr des frühen 20. Jahrhunderts festgelegt werden.